# Tadeusz Adamczyk (nauczyciel)
Tadeusz Tomasz Adamczyk (ur. 6 marca 1893 w Sanoku, zm. 5 sierpnia 1944 w Warszawie) – polski nauczyciel, związany ze szkołami w Warszawie, Gdańsku i Poznaniu.

## Życiorys
Tadeusz Tomasz Adamczyk urodził się 6 marca 1893 w Sanoku. Był synem inżyniera Władysława Adamczyka (zm. 1915) i Marii z domu Janiszewskiej (ur. 1861, córka Wiktora Janiszewskiego, aptekarza z Przeworska). Był bratem Janiny (ur. 1884, od 1900 zamężna ze Stanisławem Basińskim, profesorem C. K. Gimnazjum Męskiego w Sanoku, od 1940 żona Władysława Studzińskiego), Zdzisława (1886–1940, oficer Wojska Polskiego, ofiara zbrodni katyńskiej). W Sanoku rodzina Adamczyków zamieszkiwała na Wójtostwie.
Od roku szkolnego 1903/1904 do 1906/1907 uczył się w klasach I–IV C. K. Gimnazjum w Sanoku. W 1910 rozpoczął naukę w C. K. Gimnazjum im. Franciszka Józefa we Lwowie, gdzie w 1911 zdał z odznaczeniem egzamin dojrzałości. W latach 1911–1914 był studentem Uniwersytetu Lwowskiego, zgłębiając literaturę polską i filozofię. Przez kolejne dwa lata uczestniczył w wykładach uniwersyteckich w Wiedniu. Resztę okresu wojennego spędził w Wadowicach, gdzie pracował jako referent w starostwie. We wrześniu 1919 podjął pracę w charakterze nauczyciela w jednym ze lwowskich gimnazjów. Uzupełniał jednocześnie wykształcenie i 12 marca 1924 obronił rozprawę Wpływ teorii Kwintyliana na „Kazania sejmowe” Skargi, uzyskując tytuł doktora filozofii.
Od roku szkolnego 1925/1926 pracował w Warszawie; był nauczycielem języka polskiego w Państwowym Gimnazjum im. Stefana Batorego (1925–1928), skąd po trzech latach przeszedł do Państwowego Gimnazjum Żeńskiego im. Juliusza Słowackiego. Z Gimnazjum Słowackiego został rychło urlopowany do Gdańska, gdzie w latach 1928–1930 w Gimnazjum Polskim Macierzy Szkolnej opiekował się pracownią polonistyczną i biblioteką szkolną. W 1929 reżyserował przygotowane przez uczniów jasełka. Sprawował także opiekę nad Kółkiem Miłośników Książki, założonym przez Michała Urbanek; ten ostatni w swoich wspomnieniach określił Adamczyka jako „wielkiego wychowawcę”. Jesienią 1930 Adamczyk, delegowany przez Ministerstwo Wyznań Religijnych i Oświecenia Publicznego, wyjechał na rok na studia pedagogiczne w Instytucie im. Rousseau w Genewie, na jednej z uczelni francuskich oraz w Instytucie dla Spraw Wychowania i Nauczania w Berlinie. Po powrocie do Gdańska, jako referent wychowawczy w Gimnazjum Polskim, wprowadzał do programu szkoły poznane za granicą postępowe zasady wychowawcze i metodyczne.
W październiku 1933 przeszedł na stanowisko dyrektora Państwowego Gimnazjum im. Karola Marcinkowskiego w Poznaniu. Od lutego do października 1936 był wizytatorem szkół Okręgu Szkolnego Poznańskiego, następnie radcą w Zarządzie Centralnym Ministerstwa Wyznań Religijnych i Oświecenia Publicznego (oraz wizytatorem ministerialnym), a od 1937 naczelnikiem Wydziału Wychowania w tym Zarządzie. Od maja 1939 pełnił funkcję kuratora Okręgu Szkolnego Wołyńskiego z siedzibą w Równem.
W Wojsku Polskim został mianowany na stopień podporucznika rezerwy piechoty ze starszeństwem z dniem 1 lipca 1925. W 1934 był oficerem rezerwy 83 pułku Strzelców Poleskich.
11 listopada 1936 zostal odznaczony Srebrnym Krzyżem Zasługi  „za zasługi na polu pracy pedagogicznej, oświatowej i społecznej”.
Lata okupacji spędzał w Warszawie, gdzie uczestniczył w tajnym nauczaniu. Zatrzymany przez Niemców, 5 sierpnia 1944 został rozstrzelany na Szucha. Okupacji nie przeżyła również jego żona Eugenia, która zginęła w 1942.
Ogłosił kilka publikacji z zakresu pedagogiki, m.in. Z nowych zakładów kształcenia nauczycieli w Niemczech („Oświata i Wychowanie”, 1932, zeszyt 3 i 4), Instytut Pedagogiczny w Wiedniu („Oświata i Wychowanie”, 1932, zeszyt 5), Organizacja pracy wychowawczej w szkole średniej ogólnokształcącej [w:] Sprawozdanie dyrektora Gimnazjum Polskiego w Gdańsku za rok szkolny 1931/1932; artykuł stanowił zapis referatu wygłoszonego przez Adamczyka w Toruniu 29 lutego 1932), Wychowawcza działalność szkoły [w:] Sprawozdanie dyrektora Gimnazjum Polskiego w Gdańsku za rok szkolny 1929/1930). Opracował także dwujęzyczny Podręcznik języka polskiego dla asystentów i konduktorów. Handbuch der polnischen Sprache für Assistenten und Schaffner (dwie części, Gdańsk 1929).